# Ceratobatrachidae
Famille
Les Ceratobatrachidae sont une famille d'amphibiens. Elle a été créée par George Albert Boulenger en 1884.

## Répartition
Les espèces des quatre genres de cette famille se rencontrent dans le Sud-Est de l'Asie et en Océanie.

## Liste des sous-familles et des genres
Selon Amphibian Species of the World (13 février 2016) :
- sous-famille Alcalinae Brown, Siler, Richards, Diesmos, & Cannatella, 2015
  - genre Alcalus Brown, Siler, Richards, Diesmos & Cannatella, 2015
- sous-famille Ceratobatrachinae Boulenger, 1884
  - genre Cornufer Tschudi, 1838
  - genre Platymantis Günther, 1858
- sous-famille Liurananinae Fei, Ye, & Jiang, 2010
  - genre Liurana Dubois, 1987

## Publication originale
- Boulenger, 1884 : Diagnoses of new reptiles and batrachians from the Solomon Islands, collected and presented to the British Museum by H. B. Guppy, Esq., M.B., H.M.S. Lark. Proceedings of the Zoological Society of London, vol. 1884, p. 210-213 (texte intégral).